# Марк Сергій Есквілін
Марк Се́ргій Есквілі́н (лат. Marcus Sergius Esquilinus; V століття до н. е.) — політичний, державний і військовий діяч Римської республіки, децемвір 450—449 років до н. е.

## Біографія
Походив з патриціанського роду Сергіїв. Про батьків, дитячі роки його відомостей не збереглося.
У 450 році до н. е. його було обрано до Другої колегії децемвірів, яка була покликана доповнити законодавство (лат. Decemviri Consulari Imperio Legibus Scribundis) разом з Аппієм Клавдієм, який був фактично головою колегії, Титом Антонієм Мерендою, Квінтом Петілієм Лібоном Візолом, Марком Корнелієм Малугіненом, Луцієм Мінуцієм Есквіліном Авгуріном, Квінтом Фабієм Вібуланом, Цезоном Дуіллієм Лонгом, Спурієм Оппієм Корніценом, Манієм Рабулеєм. Разом з колегами склав 2 таблиці законів, що разом становили Закони Дванадцяти таблиць. Того ж року почалася війна з сабінами та еквами. Частина децемвірів, в їх числі Марк Сергій, виступила в похід проти них. Марку Сергію доручили вести бойові дії проти еквів.
У 449 році до н. е. Марк Сергій підтримав утримання влади за децемвірами в порушення законодавства. Разом з іншими колегами спирався на консервативну частину сенату, чим вони призвели до сильної опозиції не тільки плебсу, але й багатьох сенаторів. Тоді у війні проти еквів та сабінян римське військо не забажало воювати за владу децемвірів. Тому римські війська зазнали поразок від еквів при Альгіді за безпосереднього командування Марка Сергія та від сабінян при Ереті. А після зухвалої наруги Аппія Клавдія Красса над вільною жителькою Риму Вергінією й наступної сецесії плебеїв на Священну гору, влада децемвірів впала. Після повалення влади децемвірів у 449 році до н. е. за позовом народних трибунів був разом з іншими партнерами по Другій колегії засуджений судом до конфіскації майна і вигнання, через що був змушений вирушити з Риму згідно з вироком.
З того часу подальша доля Марка Сергія Есквіліна невідома.